# NGC 5110
NGC 5110 (другие обозначения — NGC 5111, MCG -2-34-41, NPM1G -12.0454, PGC 46737) — галактика в созвездии Дева.
Этот объект занесён в новый общий каталог несколько раз, с обозначениями NGC 5110, NGC 5111. Первый раз галактику 24 апреля 1789 года обнаружил Уильям Гершель с помощью 18,7-дюймового рефлекторного телескопа, объект был внесен в каталог как NGC 5111). 3 июня 1886 года переоткрыт американским астрономом Льюисом А. Свифтом (указан в каталоге как NGC 5110). Координаты Гершеля точнее, но описание объектов совпадает у обоих астрономов. Гершель же сам впервые и указал на возможность их идентичности. Каталог LEDA под объектом NGC 5111 понимает значительно менее яркую галактику, не подходящую под описания Гершеля и Свифта.
Этот объект входит в число перечисленных в оригинальной редакции «Нового общего каталога».